# Gustaf Jonnergård
Gustaf Henry Jonnergård, född 9 februari 1918 i Förlösa församling, Kalmar län, död 13 november 1985 i Östertälje församling, Stockholms län, var en svensk politiker (Bondeförbundet och Centerpartiet).
Gustaf Jonnergård var centerpartiets partisekreterare åren 1951–1976 och var den som låg bakom mycket av centerpartiets förda politik dessa år. Han ses av centerpartister som en av deras största ideologer. Mycket av hans ideologiska tankar finns att läsa i de många politiska böcker och artiklar som den produktive Jonnergård författade.
Jonnergård avrundade sin långa karriär i politiken genom att 1974 bli riksdagsledamot. I riksdagen satt han dock bara en mandatperiod, fram till 1976.
Han skrev också dikter under signaturen Bo Finken.